# Das Sommerhaus der Stars – Kampf der Promipaare/Staffel 9
Die 9. Staffel der deutschen Reality-Show Das Sommerhaus der Stars – Kampf der Promipaare wurde vom 17. September bis zum 19. November 2024 dienstags auf dem Privatsender RTL ausgestrahlt. Die Teilnehmer wurden am 15. Mai 2024 via Instagram bekanntgegeben. Alle Folgen waren jeweils eine Woche vorab auf RTL+ verfügbar.
Zum fünften Mal in Folge wurde auf einem Bauernhof in Bocholt-Barlo gedreht. Sam Dylan und Rafi Rachek wurden das Promi-Paar 2024.

## Teilnehmer
| Platz | Teilnehmer                                                  | Bekannt geworden als | Einzug   | Auszug   | Elimination durch            |
| Platz | Teilnehmer                                                  | Bekannt geworden als | in Folge | in Folge | Elimination durch            |
| ----- | ----------------------------------------------------------- | --- | -------- | -------- | ---------------------------- |
| 1     | Sam Dylan (33) und sein Freund Rafi Rachek (34)             | Teilnehmer bei Prince Charming, Kampf der Realitystars, Promiboxen, Ich bin ein Star – Die große Dschungelshow, Promi Big Brother, Forsthaus Rampensau Germany, RTL Turmspringen und The 50 / Teilnehmer bei Die Bachelorette, Bachelor in Paradise und Promi Big Brother | 1        | 10       |                              |
| 2     | Denise Hersing (27) und ihr Freund Lorik Bunjaku (28)       | Teilnehmer bei Der Bachelor bzw. Die Bachelorette, Bachelor in Paradise, Ex on the Beach und Temptation Island VIP | 7        | 10       |                              |
| 3     | Theresia Fischer (32) und ihr Freund Stefan Kleiser (57)    | Teilnehmerin bei Germany’s Next Topmodel, Promi Big Brother, Club der guten Laune, The 50 und Kampf der Realitystars, Gewinnerin bei Reality Queens / – | 1        | 10       |                              |
| 3     | Alessia Herren (22) und ihr Ehemann Can Nitkewitz (29)      | Tochter von Willi Herren, Teilnehmerin bei Ab ins Kloster!, Promi Big Brother und Kampf der Realitystars / – | 1        | 10       |                              |
| 5     | Umut Tekin (26) und seine Freundin Emma Fernlund (23)       | Teilnehmer bei Die Bachelorette, Bachelor in Paradise, Temptation Island VIP und Good Luck Guys / Teilnehmerin bei Temptation Island VIP | 1        | 10       | Rauswahl (3 von 5 Stimmen)   |
| 6     | Gloria Glumac (31) und ihr Freund Michael (32)              | Teilnehmerin bei Temptation Island, Das große Promi-Büßen und The 50, Gewinnerin bei Prominent getrennt / – | 1        | 10       | Rauswahl (3 von 6 Stimmen)   |
| 7     | Oliver Sanne (38) und seine Verlobte Jil-Beatrice Rock (32) | Mister Germany 2014, Protagonist bei Der Bachelor, Teilnehmer bei Bachelor in Paradise, Kampf der Realitystars und Ich bin ein Star – Die große Dschungelshow / Teilnehmerin bei Unser Star für Baku und Deutschland sucht den Superstar (Staffel 11)                     | 5        | 9        | Exit-Duell (4 von 7 Stimmen) |
| 8     | Raúl Richter (37) und seine Freundin Vanessa Schmitt (28)   | Schauspieler (u. a. bei Gute Zeiten, schlechte Zeiten), Teilnehmer bei Let’s Dance und Ich bin ein Star – Holt mich hier raus! / Influencerin und Darstellerin bei GRIP Originals                                                                                         | 1        | 7        | Rauswahl (4 von 7 Stimmen)   |
| 9     | Tessa Bergmeier (34) und ihr Freund Jakob Morgenstern (38)  | Model, Teilnehmerin bei Germany’s Next Topmodel, Die Alm, Reality Queens auf Safari, Kampf der Realitystars und Ich bin ein Star – Holt mich hier raus! / – | 1        | 5        | Exit-Duell (3 von 7 Stimmen) |
| 10    | Sarah Kern (55) und ihr Freund Tobias Pankow (39)           | Modedesignerin, Teilnehmerin bei Promi Big Brother und Ich bin ein Star – Holt mich hier raus! / – | 1        | 3        | Exit-Duell (1 von 8 Stimmen) |

## Nominierungen
|                      | Runde 1 (Folge 3)                                 | Runde 2 (Folge 4)            | Runde 3 (Folge 6)                           | Runde 4 (Folge 8)                                      | Runde 5 (Folge 9)                  | Runde 6 (Folge 10)            | Finale (Folge 10)       |
| -------------------- | ------------------------------------------------- | ---------------------------- | ------------------------------------------- | ------------------------------------------------------ | ---------------------------------- | ----------------------------- | ----------------------- |
| Sam & Rafi           | Tessa & Jakob                                     | Umut & Emma                  | Raúl & Vanessa                              | Oliver & Jil                                           | Gloria & Michael                   | Umut & Emma                   | Promipaar 2024          |
| Denise & Lorik       | Nicht im Haus                                     | Nicht im Haus                | Nicht im Haus                               | Oliver & Jil                                           | Gloria & Michael                   | Emma & Umut                   | 2. Platz                |
| Theresia & Stefan    | Tessa & Jakob                                     | Tessa & Jakob                | Raúl & Vanessa                              | Oliver & Jil                                           | Umut & Emma                        | Umut & Emma                   | 3. Platz                |
| Alessia & Can        | Tessa & Jakob                                     | Tessa & Jakob                | Raúl & Vanessa                              | Theresia & Stefan                                      | Theresia & Stefan                  | Denise & Lorik                | 3. Platz                |
| Umut & Emma          | Tessa & Jakob                                     | Theresia & Stefan            | Raúl & Vanessa                              | Theresia & Stefan                                      | Gloria & Michael                   | Denise & Lorik                | rausgewählt (Folge 10)  |
| Gloria & Michael     | Tessa & Jakob                                     | Tessa & Jakob                | Umut & Emma                                 | Oliver & Jil                                           | Umut & Emma                        | rausgewählt (Folge 9)         | rausgewählt (Folge 9)   |
| Oliver & Jil         | Nicht im Haus                                     | Nicht im Haus                | Sam & Rafi                                  | Theresia & Stefan                                      | ausgeschieden (Folge 9)            | ausgeschieden (Folge 9)       | ausgeschieden (Folge 9) |
| Raúl & Vanessa       | Tessa & Jakob                                     | Umut & Emma                  | Sam & Rafi                                  | rausgewählt (Folge 6)                                  | rausgewählt (Folge 6)              | rausgewählt (Folge 6)         | rausgewählt (Folge 6)   |
| Tessa & Jakob        | Sarah & Tobias                                    | Theresia & Stefan            | ausgeschieden (Folge 5)                     | ausgeschieden (Folge 5)                                | ausgeschieden (Folge 5)            | ausgeschieden (Folge 5)       | ausgeschieden (Folge 5) |
| Sarah & Tobias       | Tessa & Jakob                                     | ausgeschieden (Folge 3)      | ausgeschieden (Folge 3)                     | ausgeschieden (Folge 3)                                | ausgeschieden (Folge 3)            | ausgeschieden (Folge 3)       | ausgeschieden (Folge 3) |
|                      | Runde 1 (Folge 2)                                 | Runde 2 (Folge 4)            | Runde 3 (Folge 6)                           | Runde 4 (Folge 8)                                      | Runde 5 (Folge 9)                  | Runde 6 (Folge 10)            | Finale (Folge 10)       |
| Nominierungs- schutz | Raúl & Vanessa Theresia & Stefan Gloria & Michael | Alessia & Can Raúl & Vanessa | Gloria & Michael Alessia & Can Oliver & Jil | Sam & Rafi Gloria & Michael Emma & Umut Denise & Lorik | Denise & Lorik                     | Alessia & Can                 |                         |
| Rauswahl             | Sarah & Tobias Exit-Duell                         | Tessa & Jakob Exit-Duell     | Raúl & Vanessa (4 von 7 Stimmen)            | Oliver & Jil Exit-Duell                                | Gloria & Michael (3 von 6 Stimmen) | Emma & Umut (3 von 5 Stimmen) |                         |
| Anmerkungen: 1.      |                                                   |                              |                                             |                                                        |                                    |                               |                         |

## Ablauf
- In Folge 1 konnten sich Raúl & Vanessa im Spiel einen Nominierungsschutz erspielen. Im anschließenden Stimmungsbarometer erhielten Sam & Rafi sowie Tessa & Jakob jeweils drei Stimmen ihrer Mitstreiter. Umut und Emma erhielten zwei Stimmen.
- In Folge 2 konnten sich Theresia & Stefan und Gloria & Michael einen Nominierungsschutz erspielen. In der anschließenden Nominierung erhielten Tessa & Jakob alle 7 Stimmen der anderen Paare und wählten selbst Sarah & Tobias.
- In Folge 3 konnten sich Tessa & Jakob im Exit-Duell gegen Sarah & Tobias durchsetzen, die das Sommerhaus verlassen mussten. Im weiteren Spiel konnten Alessia & Can Nominierungsschutz erspielen. Im anschließenden Stimmungsbarometer erhielten Tessa & Jakob 4 Stimmen ihrer Mitbewohner, während Umut & Emma, Raúl & Vanessa sowie Theresia & Stefan jeweils eine Stimme erhielten.
- In Folge 4 konnten sich Raúl & Vanessa Nominierungsschutz erspielen. In der anschließenden Nominierung erhielten Tessa & Jakob 3 von 7 Stimmen, während Theresia & Stefan und Umut & Emma jeweils zwei Stimmen erhielten. Tessa & Jakob wählten daraufhin Theresia & Stefan als Gegner für ihr Exit-Duell aus.
- In Folge 5 konnten sich Gloria & Michael den Nominierungsschutz erspielen. Im anschließenden Stimmungsbarometer erhielten Raúl & Vanessa 4 von 7 Stimmen ihrer Mitstreiter, während Alessia & Can 2 Stimmen und Theresia und Stefan 1 Stimme erhielten.
- In Folge 6 konnten sich Alessia & Can Nominierungsschutz erspielen. Oliver & Jil erhielten neben dem erspielten Nominierungsschutz die Möglichkeit, einem anderen Paar den Nominierungsschutz zu entziehen und wählten hierfür Gloria & Michael aus. In der anschließenden Nominierung erhielten Raúl & Vanessa 4 von 7 Stimmen ihrer Mitstreiter, Sam & Rafi erhielten 2 Stimmen und Umut & Emma 1 Stimme. Raúl & Vanessa müssen somit das Sommerhaus verlassen.
- In Folge 7 erhielten Sam & Rafi durch die anderen Mitspieler Nominierungsschutz und durften ein Paar vom folgenden Spiel ausschließen. Bei dem folgenden Spiel durften Oliver & Jil somit nicht antreten und Gloria & Michael erspielten sich den Nominierungsschutz. Im anschließenden Stimmungsbarometer erhielten Emma & Umut 4 Stimmen ihrer Mitspieler, während die Neuankömmlinge Denise & Lorik 3 Stimmen erhielten.
- In Folge 8 konnten sich sowohl Emma & Umut als auch Denise & Lorik Nominierungsschutz erspielen. In der anschließenden Nominierung erhielten Oliver & Jil 4 von 7 und Theresia & Stefan 3 von 7 Stimmen. In einer Exit-Challenge in der nächsten Folge soll über den Verbleib der Paare entschieden werden.
- In Folge 9 konnten Theresia & Stefan das Exit-Duell gegen Oliver & Jil für sich entscheiden. Zudem konnten sich Lorik & Denise Nominierungsschutz erspielen. In der anschließenden Nominierung erhielten Gloria & Michael mit 3 von 7 die meisten Stimmen. Sie müssen das Sommerhaus verlassen.
- In Folge 10 konnten sich Alessia & Can Nominierungsschutz für die letzte Nominierung erspielen. Emma & Umut erhielten 3 von 5 Stimmen und mussten das Sommerhaus vor dem Halbfinale verlassen. Im Halbfinale konnten sich Denise & Lorik sowie Sam & Rafi durchsetzen, während Alessia & Can den vierten und Theresia & Stefan den dritten Platz belegten. Im Finalspiel gingen Sam & Rafi als Sieger hervor.

## Einschaltquoten
| Folge | Datum der Erstausstrahlung | Zuschauerzahl | Zuschauerzahl   | Marktanteil   | Marktanteil     | Quelle        |
| Folge | Datum der Erstausstrahlung | Gesamt        | 14 bis 49 Jahre | Gesamt        | 14 bis 49 Jahre | Quelle        |
| ----- | -------------------------- | ------------- | --------------- | ------------- | --------------- | ------------- |
| 01    | 17. September 2024         | 1,14 Mio.     | 0,39 Mio.       | 6,0 %         | 10,4 %          | [ Quoten 1 ]  |
| 02    | 24. September 2024         | 1,23 Mio.     | 0,40 Mio.       | 5,5 %         | 9,0 %           | [ Quoten 2 ]  |
| 03    | 1. Oktober 2024            | 1,38 Mio.     | 0,44 Mio.       | 6,1 %         | 9,7 %           | [ Quoten 3 ]  |
| 04    | 8. Oktober 2024            | 1,27 Mio.     | Nicht bekannt   | Nicht bekannt | 9,2 %           | [ Quoten 4 ]  |
| 05    | 15. Oktober 2024           | 1,03 Mio.     | 0,35 Mio.       | 4,4 %         | 7,4 %           | [ Quoten 5 ]  |
| 06    | 22. Oktober 2024           | 1,31 Mio.     | Nicht bekannt   | 5,8 %         | 10,6 %          | [ Quoten 6 ]  |
| 07    | 29. Oktober 2024           | 1,59 Mio.     | Nicht bekannt   | Nicht bekannt | 10,1 %          | [ Quoten 7 ]  |
| 08    | 5. November 2024           | 1,23 Mio.     | 0,43 Mio.       | 5,2 %         | 8,8 %           | [ Quoten 8 ]  |
| 09    | 12. November 2024          | 1,28 Mio.     | 0,40 Mio.       | 5,4 %         | 8,6 %           | [ Quoten 9 ]  |
| 10    | 19. November 2024          | 1,18 Mio.     | 0,39 Mio.       | 4,6 %         | 7,1 %           | [ Quoten 10 ] |

## Trennungen
- Sarah Kern und Tobias Pankow gaben noch vor TV-Ausstrahlung der ersten Folge ihre Trennung bekannt.[3]
- Im Oktober 2024 gab Tessa Bergmeier die Trennung von ihrem Partner Jakob bekannt.[4]
- Im April 2025 trennten sich Umut Tekin und Emma Fernlund.